# Mognéville
Ne doit pas être confondu avec Mogneville.
Mognéville est une commune française située dans le département de la Meuse, en région Grand Est.

## Géographie
Le territoire de la commune est limitrophe de 7 communes, dont deux communes,Sermaize-les-Bains et Cheminon, se trouvent dans le département voisin de la Marne.
| Contrisson                          |                  | Vassincourt |
| Andernay Sermaize-les-Bains (Marne) | Mognéville       | Couvonges   |
| Cheminon (Marne)                    | Beurey-sur-Saulx |             |

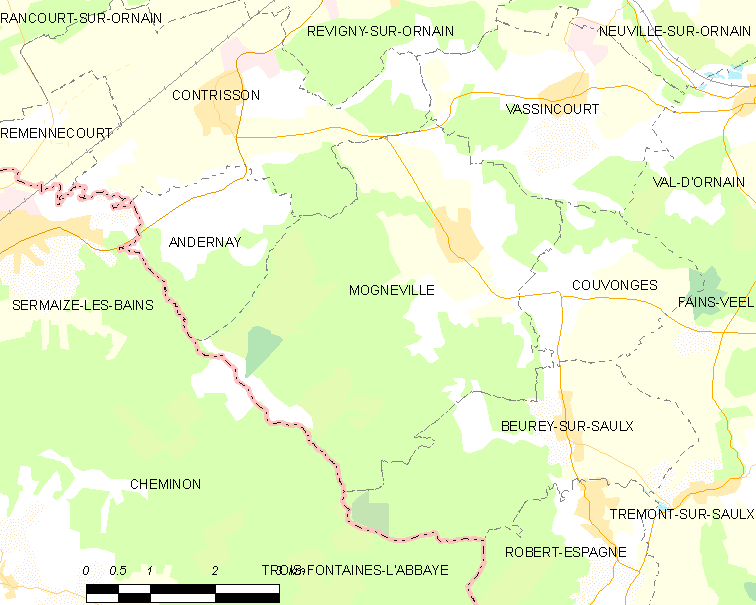
Carte de la commune.
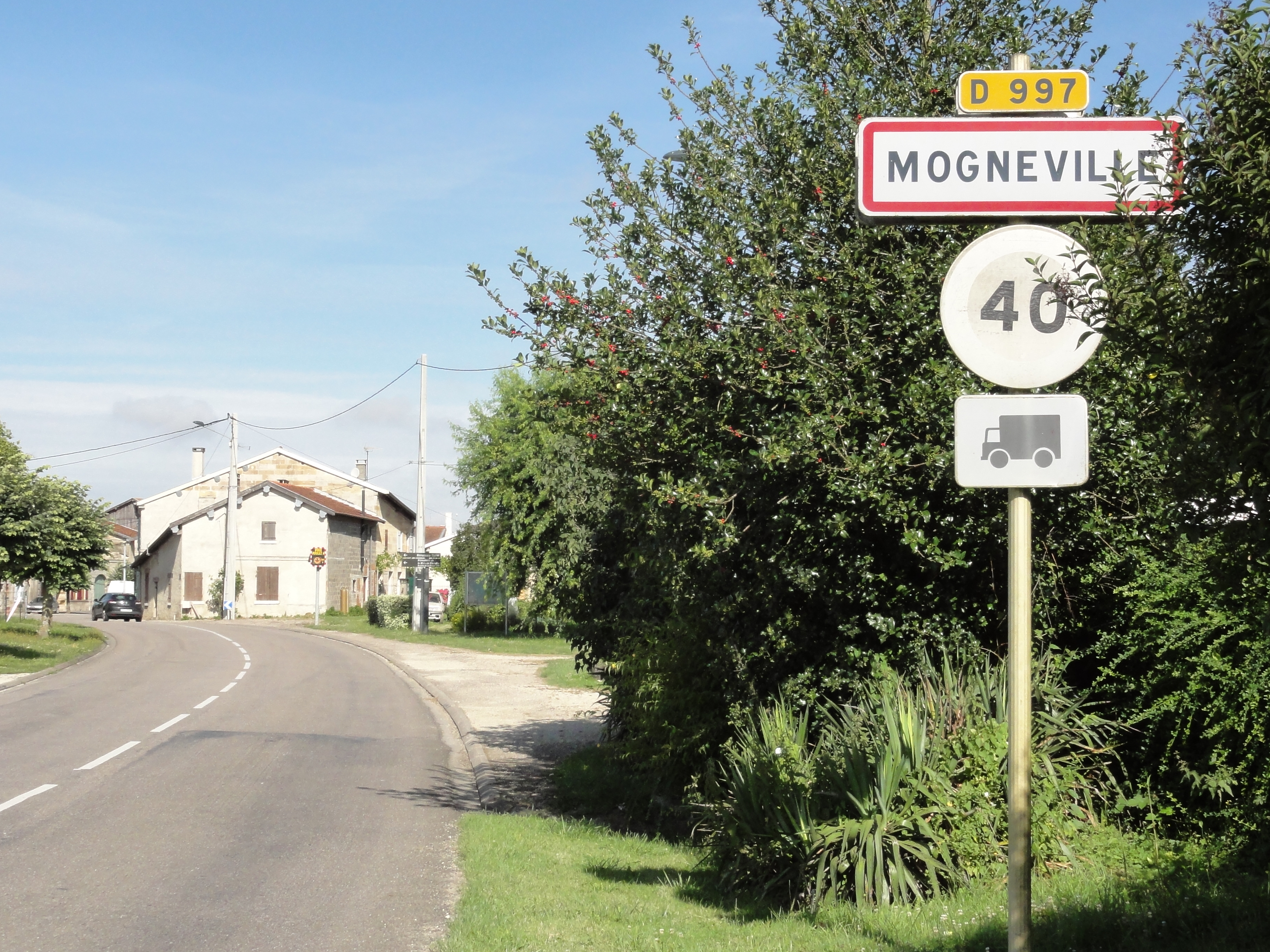
Entrée de Mognéville.

### Hydrographie
La commune est dans la région hydrographique « la Seine de sa source au confluent de l'Oise (exclu) » au sein du bassin Seine-Normandie. Elle est drainée par la Saulx, le ruisseau de Beuse, la Laume, le ruisseau de la Doue, le Fossé 02 de la commune de Mogneville, le Fossé 01 de la commune de Mogneville, le Fossé 01 des Rapailles et le Fossé 01 de la commune d'Andernay,.
La Saulx, d'une longueur de 115 km, prend sa source dans la commune de Germay et se jette  dans la Marne à Vitry-le-François, après avoir traversé 39 communes. Les caractéristiques hydrologiques de la Saulx sont données par la station hydrologique située sur la commune. Le débit moyen mensuel est de 7,81 m3/s. Le débit moyen journalier maximum est de 65 m3/s, atteint lors de la crue du 16 février 1990. Le débit instantané maximal est quant à lui de 68,5 m3/s, atteint le même jour.

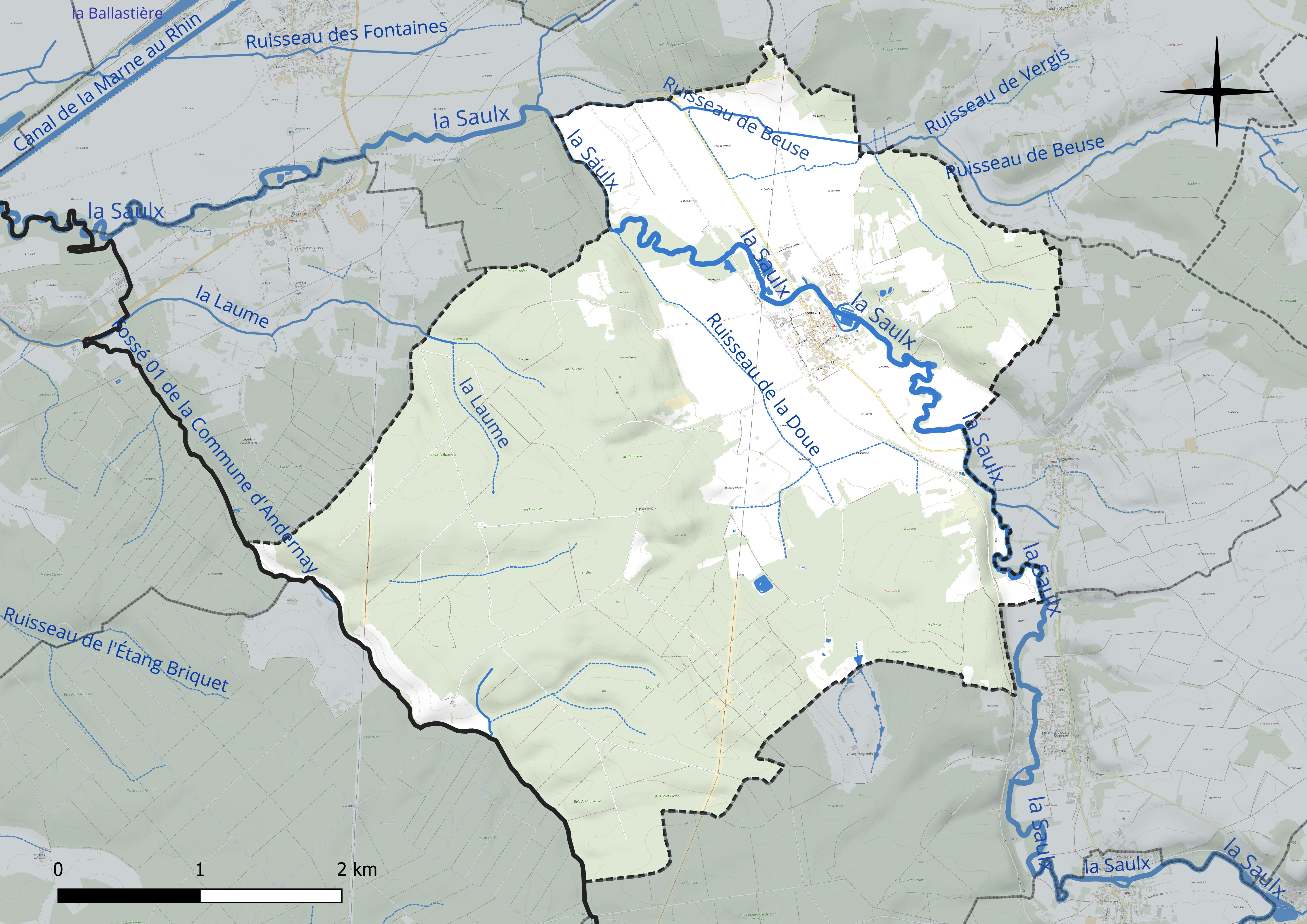
Réseau hydrographique de Mognéville.

### Climat
Pour des articles plus généraux, voir Climat du Grand Est et Climat de la Meuse.
En 2010, le climat de la commune est de type climat des marges montargnardes, selon une étude du Centre national de la recherche scientifique s'appuyant sur une série de données couvrant la période 1971-2000. En 2020, Météo-France publie une typologie des climats de la France métropolitaine dans laquelle la commune est exposée à un climat océanique altéré et est dans la région climatique  Lorraine, plateau de Langres, Morvan, caractérisée par un hiver rude (1,5 °C), des vents modérés et des brouillards fréquents en automne et hiver. 
Pour la période 1971-2000, la température annuelle moyenne est de 10,1 °C, avec une amplitude thermique annuelle de 15,7 °C. Le cumul annuel moyen de précipitations est de 927 mm, avec 13,5 jours de précipitations en janvier et 9,2 jours en juillet. Pour la période 1991-2020, la température moyenne annuelle observée sur la station météorologique de Météo-France la plus proche, « Vassincourt », sur la commune de Vassincourt à 3 km à vol d'oiseau, est de 11,4 °C et le cumul annuel moyen de précipitations est de 871,0 mm. 
La température maximale relevée sur cette station est de 41,7 °C, atteinte le 24 juillet 2019 ; la température minimale est de −17,4 °C, atteinte le 20 décembre 2009,,. 
Les paramètres climatiques de la commune ont été estimés pour le milieu du siècle (2041-2070) selon différents scénarios d'émission de gaz à effet de serre à partir des nouvelles projections climatiques de référence DRIAS-2020. Ils sont consultables sur un site dédié publié par Météo-France en novembre 2022.

## Urbanisme

### Typologie
Au 1er janvier 2024, Mognéville est catégorisée commune rurale à habitat dispersé, selon la nouvelle grille communale de densité à sept niveaux définie par l'Insee en 2022.
Elle est située hors unité urbaine. Par ailleurs la commune fait partie de l'aire d'attraction de Bar-le-Duc, dont elle est une commune de la couronne,. Cette aire, qui regroupe 86 communes, est catégorisée dans les aires de 50 000 à moins de 200 000 habitants,.

### Occupation des sols
L'occupation des sols de la commune, telle qu'elle ressort de la base de données européenne d’occupation biophysique des sols Corine Land Cover (CLC), est marquée par l'importance des forêts et milieux semi-naturels (64,6 % en 2018), en diminution par rapport à 1990 (65,5 %). La répartition détaillée en 2018 est la suivante : 
forêts (52,9 %), terres arables (19,5 %), milieux à végétation arbustive et/ou herbacée (11,6 %), prairies (9,5 %), zones agricoles hétérogènes (3,8 %), zones urbanisées (2,6 %). L'évolution de l’occupation des sols de la commune et de ses infrastructures peut être observée sur les différentes représentations cartographiques du territoire : la carte de Cassini (XVIIIe siècle), la carte d'état-major (1820-1866) et les cartes ou photos aériennes de l'IGN pour la période actuelle (1950 à aujourd'hui).

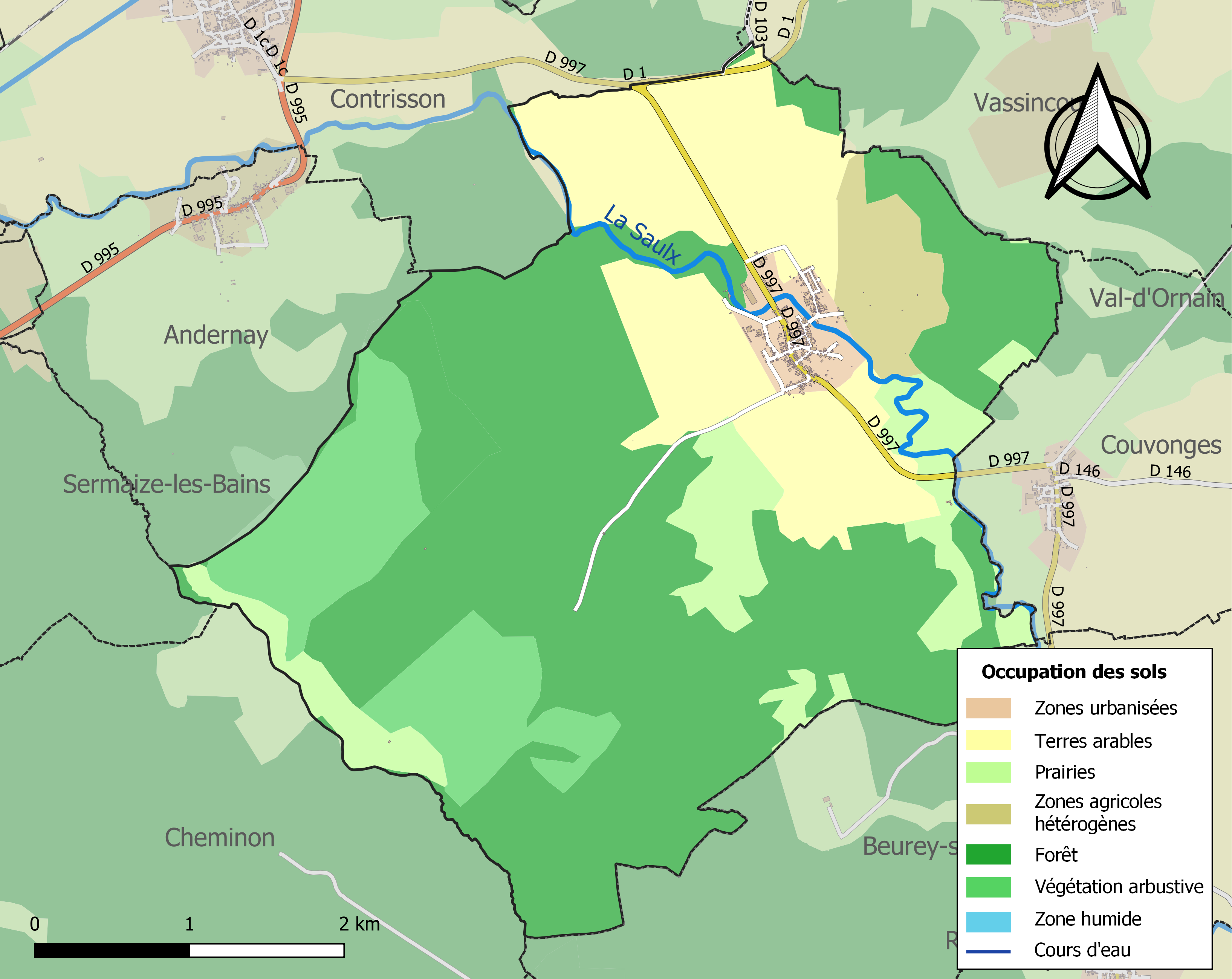
Carte des infrastructures et de l'occupation des sols de la commune en 2018 (CLC).

## Toponymie
Le nom de la localité est attesté sous les formes Magnavilla (884) ; Moigneivile (1141) ; Mougneville (1267) ; Magnevilla, Mognevilla, Moignevilla, Moingnevilla (1402) ; Mongnéville (1579) ; Moignéville (1700) ; Magniavilla (1707) ; Magniaca-villa (1711) ; Moniaca-villa, Media-villa (1756).

La commune s'appelait encore Moignéville aux XVIIe et XVIIIe siècles, des pièces officielles du ministère des finances en 1823 l'attestent.

## Histoire
La seigneurie de Mognéville appartint aux Beauvau, aux Amboise (XVIe siècle), puis aux Choisy, marquis de Mognéville (XVIIe siècle).
Le 29 août 1944, les Allemands de la 3e division de Panzer-Grenadiers, une unité de la Wehrmacht, massacrent 86 habitants de cinq villages voisins : Mognéville, Robert-Espagne, Beurey-sur-Saulx, Couvonges et Trémont-sur-Saulx.

## Politique et administration
| Période                                  | Période                   | Identité                                    | Étiquette | Qualité |
| ---------------------------------------- | ------------------------- | ------------------------------------------- | --------- | ------- |
| Les données manquantes sont à compléter. |                           |                                             |           |         |
| mars 2001                                | mars 2008                 | Claude Person                               |           |         |
| mars 2008                                | En cours (au 27 mai 2020) | Richard Siri Réélu pour le mandat 2020-2026 |           |         |

## Population et société

### Démographie
L'évolution du nombre d'habitants est connue à travers les recensements de la population effectués dans la commune depuis 1793. Pour les communes de moins de 10 000 habitants, une enquête de recensement portant sur toute la population est réalisée tous les cinq ans, les populations de référence des années intermédiaires étant quant à elles estimées par interpolation ou extrapolation. Pour la commune, le premier recensement exhaustif entrant dans le cadre du nouveau dispositif a été réalisé en 2006.

En 2022, la commune comptait 359 habitants, en évolution de −4,52 % par rapport à 2016 (Meuse : −4,4 %, France hors Mayotte : +2,11 %).
| 1793 | 1800 | 1806 | 1821 | 1831 | 1836 | 1841 | 1846 | 1851 |
| ---- | ---- | ---- | ---- | ---- | ---- | ---- | ---- | ---- |
| 830  | 850  | 844  | 880  | 911  | 868  | 871  | 896  | 874  |

| 1856 | 1861 | 1866 | 1872 | 1876 | 1881 | 1886 | 1891 | 1896 |
| ---- | ---- | ---- | ---- | ---- | ---- | ---- | ---- | ---- |
| 795  | 784  | 775  | 684  | 653  | 677  | 670  | 606  | 583  |

| 1901 | 1906 | 1911 | 1921 | 1926 | 1931 | 1936 | 1946 | 1954 |
| ---- | ---- | ---- | ---- | ---- | ---- | ---- | ---- | ---- |
| 540  | 538  | 509  | 381  | 389  | 396  | 364  | 336  | 382  |

| 1962 | 1968 | 1975 | 1982 | 1990 | 1999 | 2006 | 2011 | 2016 |
| ---- | ---- | ---- | ---- | ---- | ---- | ---- | ---- | ---- |
| 399  | 387  | 387  | 404  | 389  | 397  | 412  | 383  | 376  |

| 2021 | 2022 | - | - | - | - | - | - | - |
| ---- | ---- | - | - | - | - | - | - | - |
| 365  | 359  | - | - | - | - | - | - | - |

## Culture locale et patrimoine

### Lieux et monuments
- Église Saint-Rémi de Mognéville. L'église des XIIe, XIVe (bras nord du transept uniquement) et XVIe siècles, est remarquable par la qualité de son architecture et par le retable qu’elle renferme depuis cette dernière période.

La structure entière, les percements et la façade admirablement préservés sont d'un beau style roman, non dénué d’ampleur et d'harmonie. Le chœur a été reconstruit au XVIe siècle, dans un style gothique très abouti ; les historiens de l'art l'appellent  un des plus beaux enfants du XVIe siècle . L’une des nombreuses clefs de voûte finement historiées représenterait François Ier.
Dans le chœur a été replacé après une importante restauration le retable probablement exécuté au début du XVIe siècle pour Claude de Beauvau, seigneur de Mognéville, par des artistes de l'école champenoise inspirés de gravures rhénanes. Dans les compartiments de chêne, les scènes de la Passion du Christ sont sculptées dans du bois de noyer, rehaussées de la polychromie d’origine et de feuilles d’or. Les battants du retable portent, peintes, des scènes de l'histoire de saint Remy dédicataire de l'église, accompagnées de légendes en moyen français.
Cet édifice est classé au titre des monuments historiques depuis 1968.

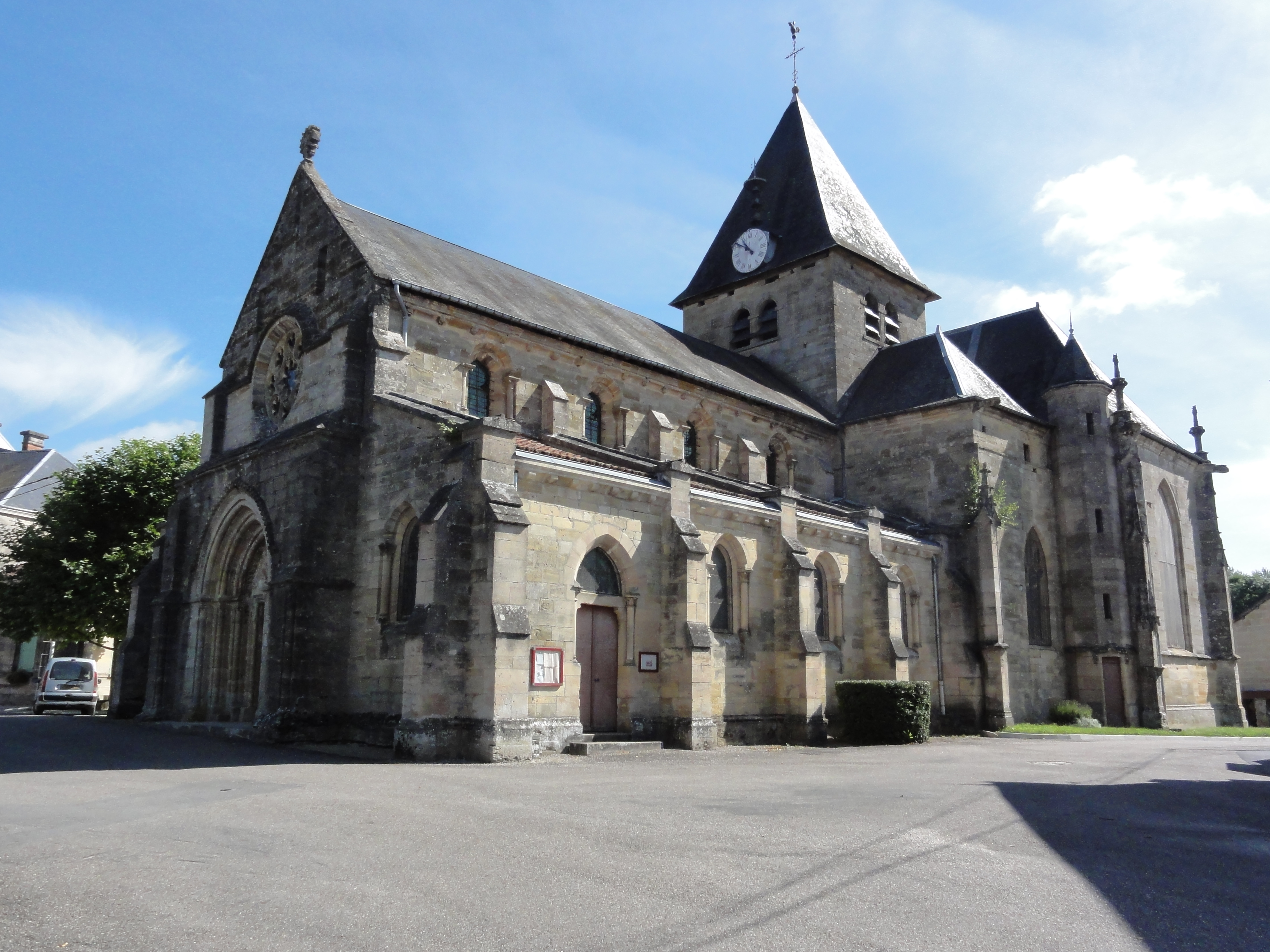
Église Saint-Rémi.
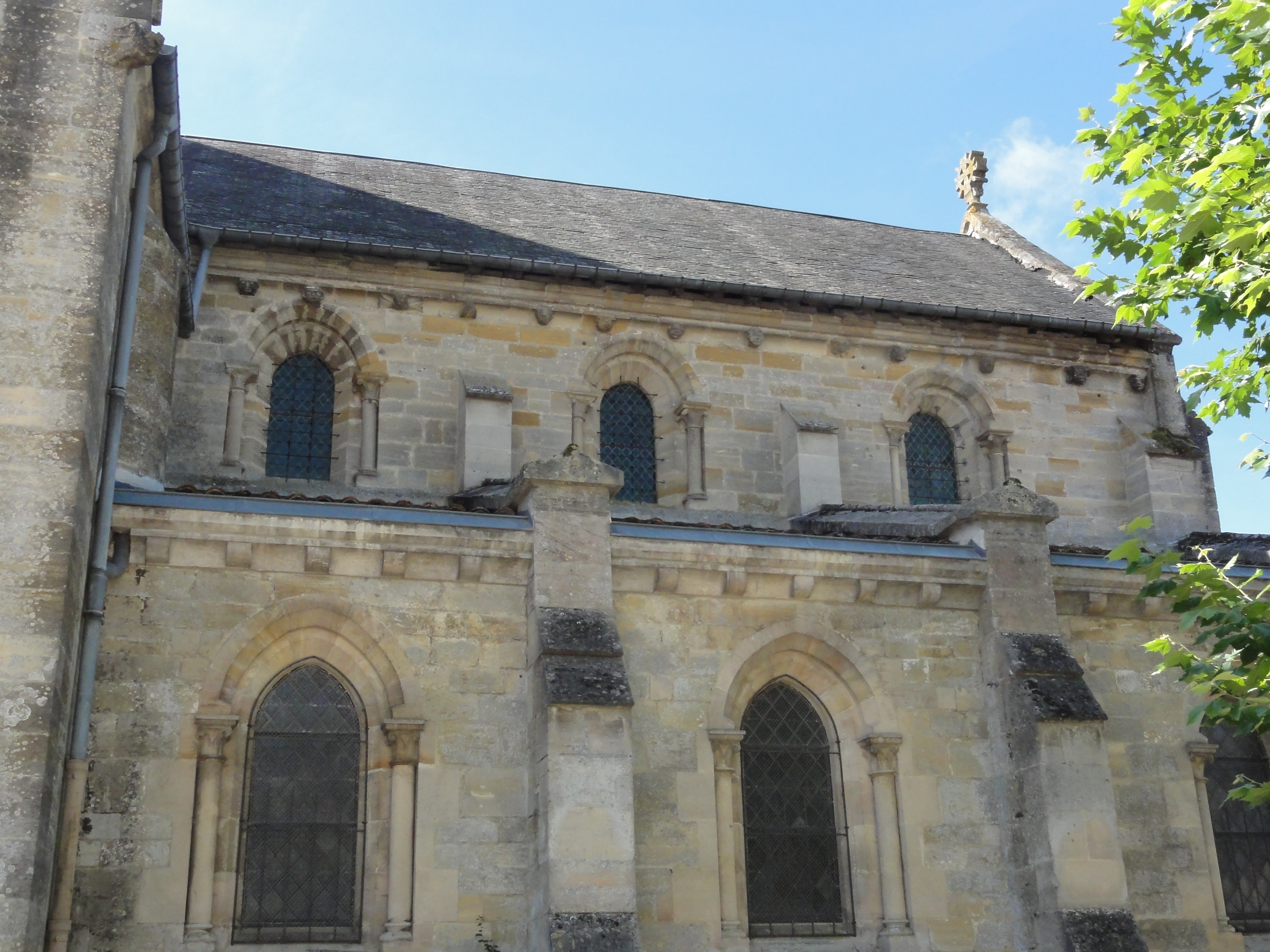
Façade sud.
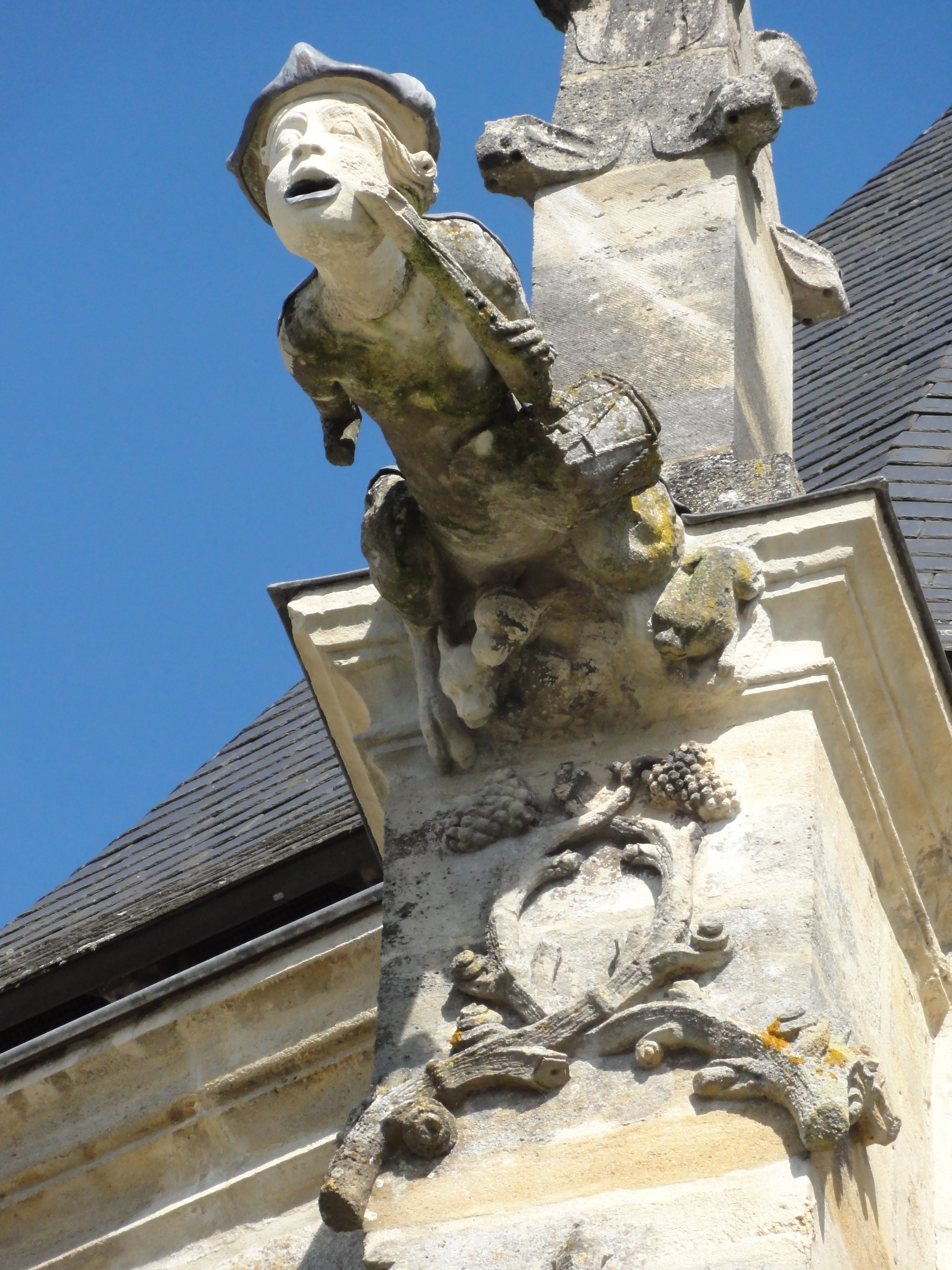
Gargouille sculptée, musicien.

- Monument aux morts.
- Croix de chemin sculptées
- Maisons à pans de bois dont celle située au 15 rue Robert-Rouy est inscrite au titre des monuments historiques depuis 1992[26].

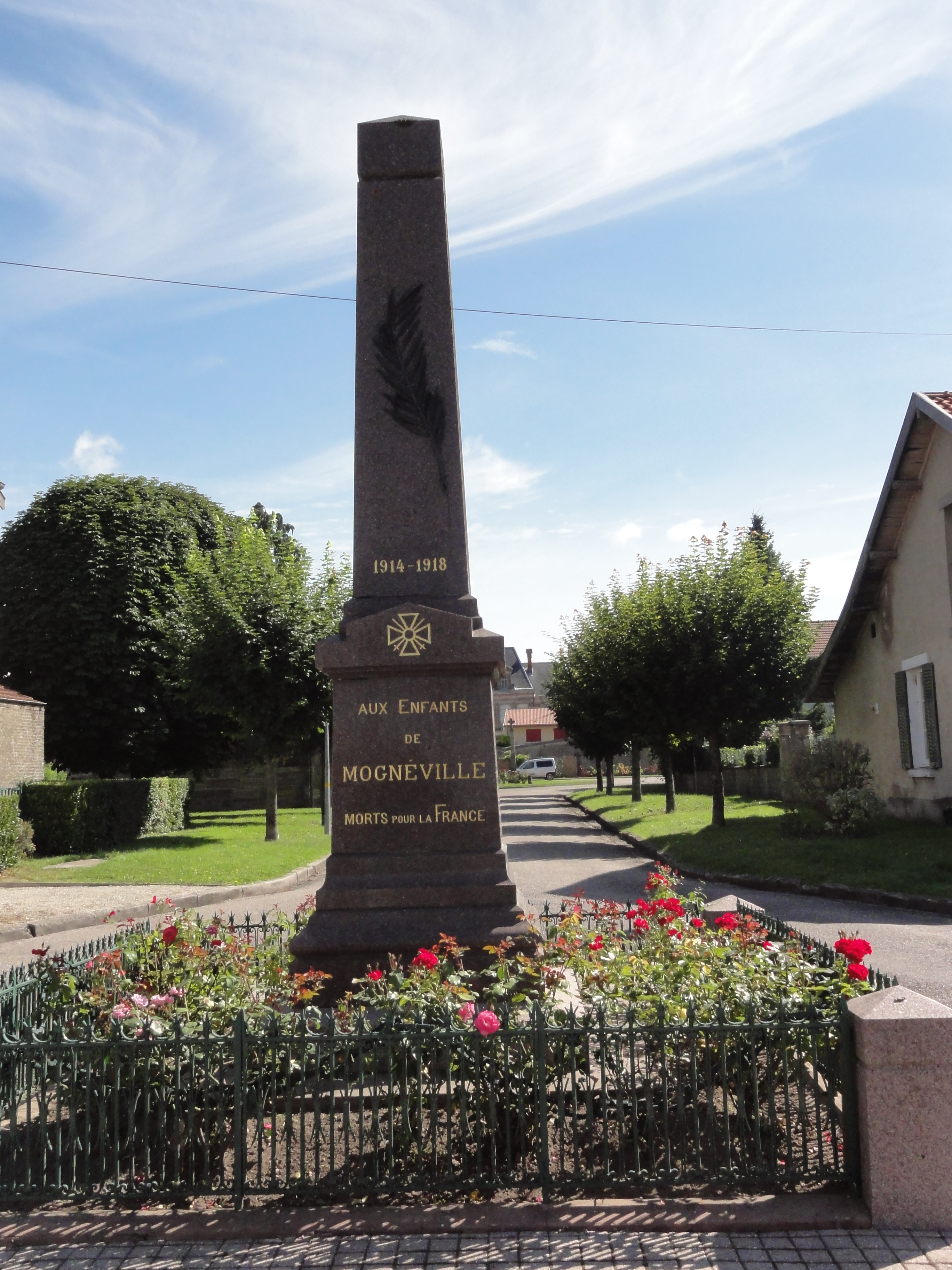
Monument aux morts.
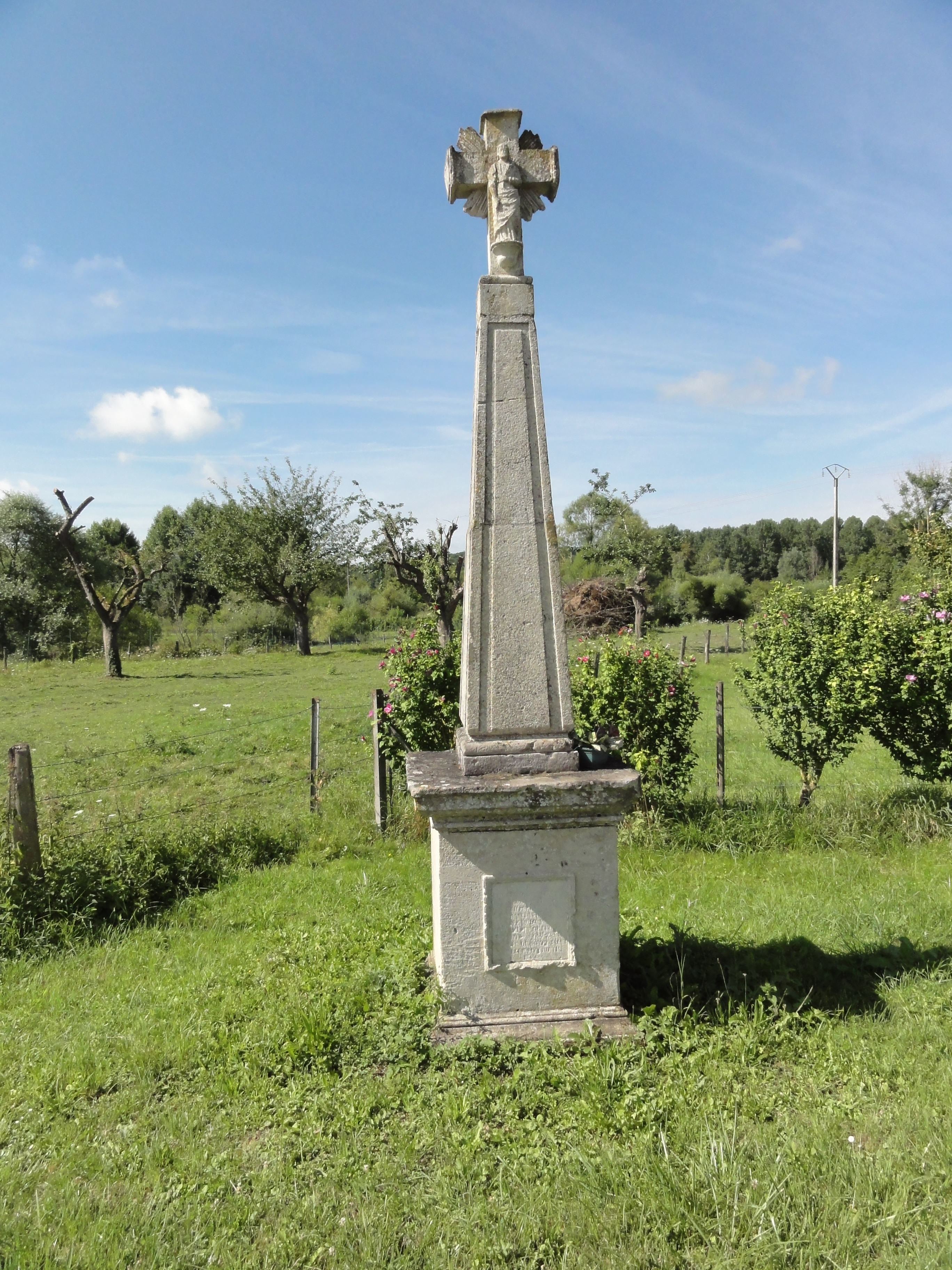
Croix de chemin.
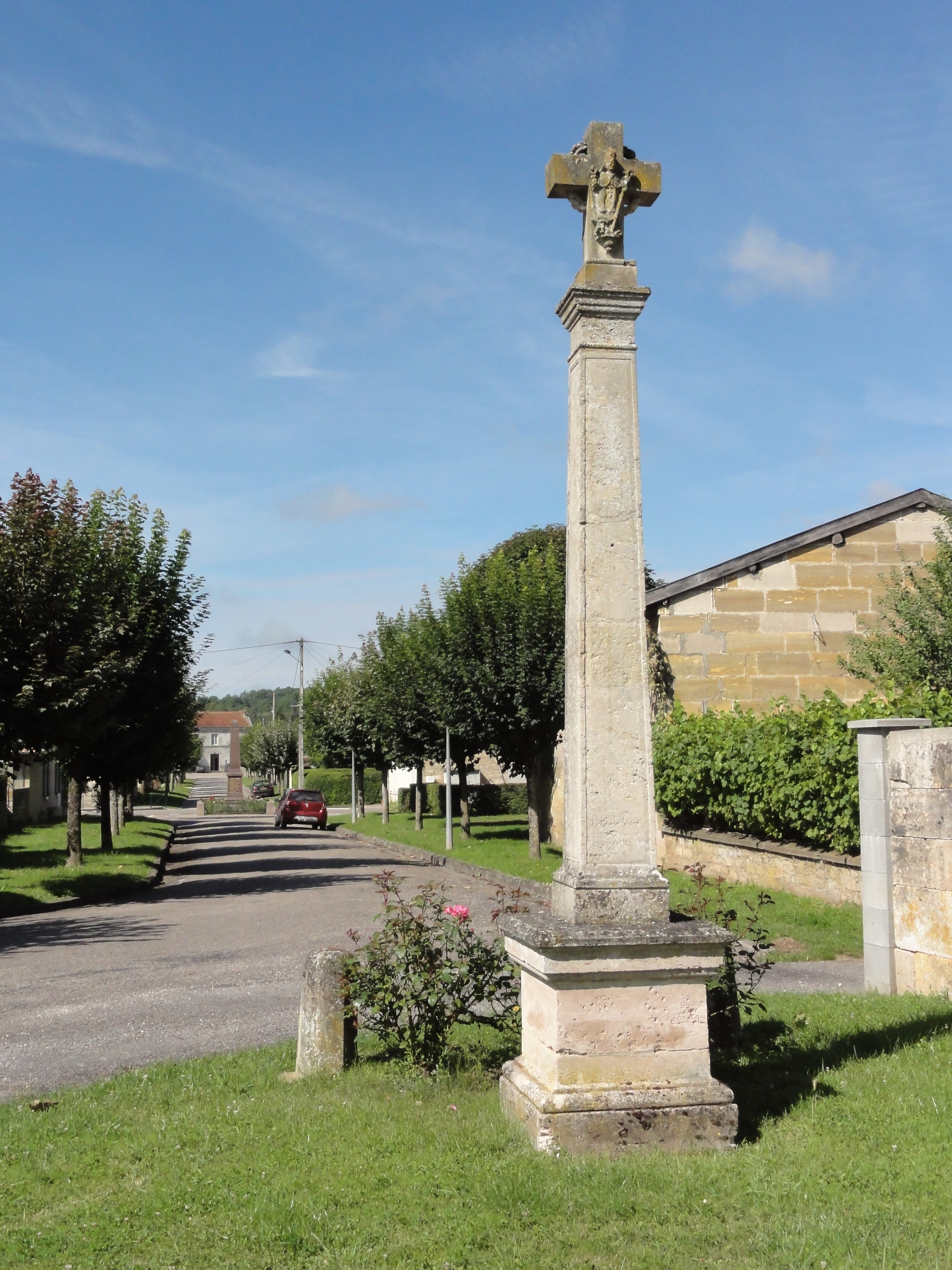
Croix de chemin.
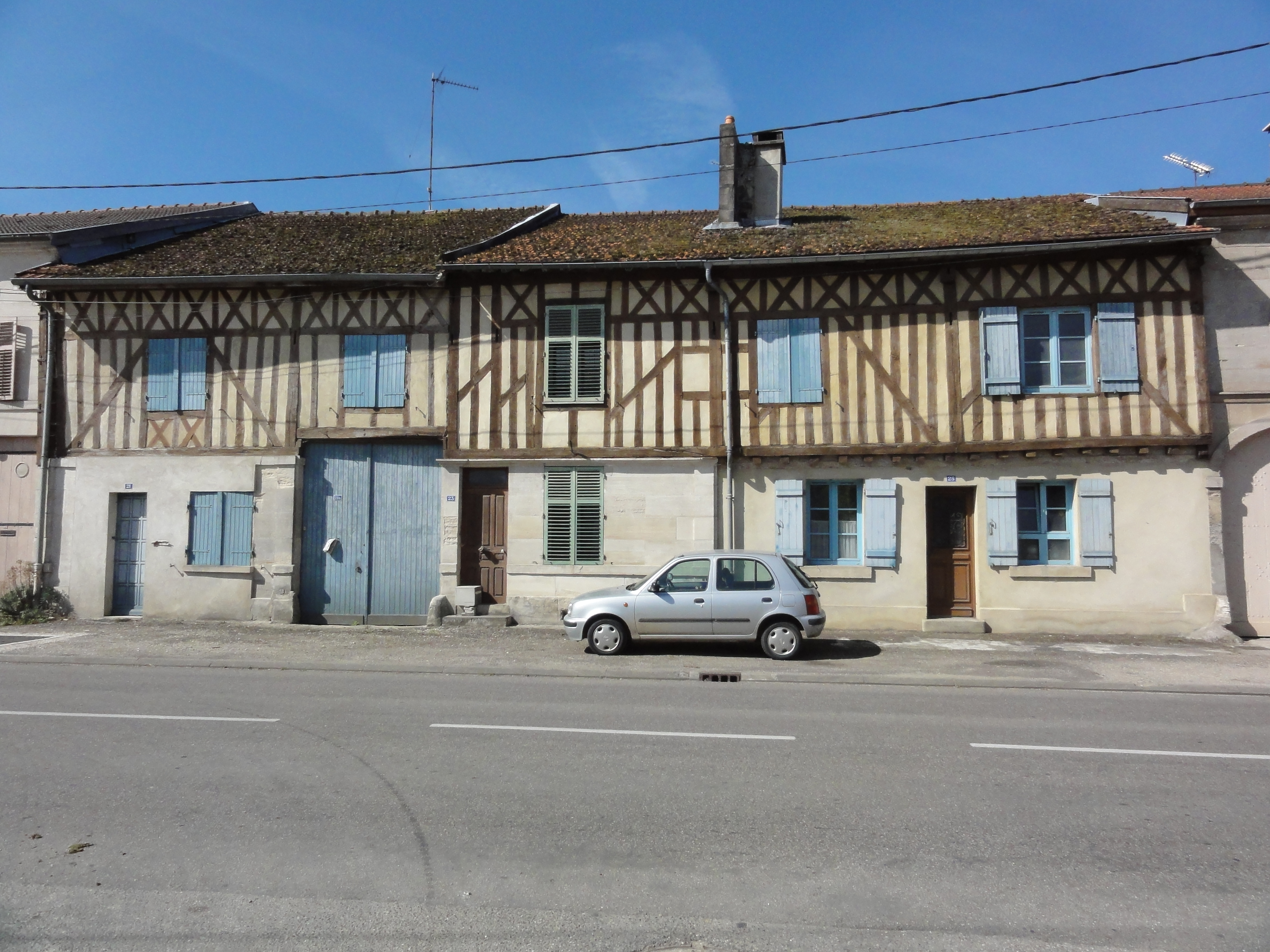
Maison à pans de bois.
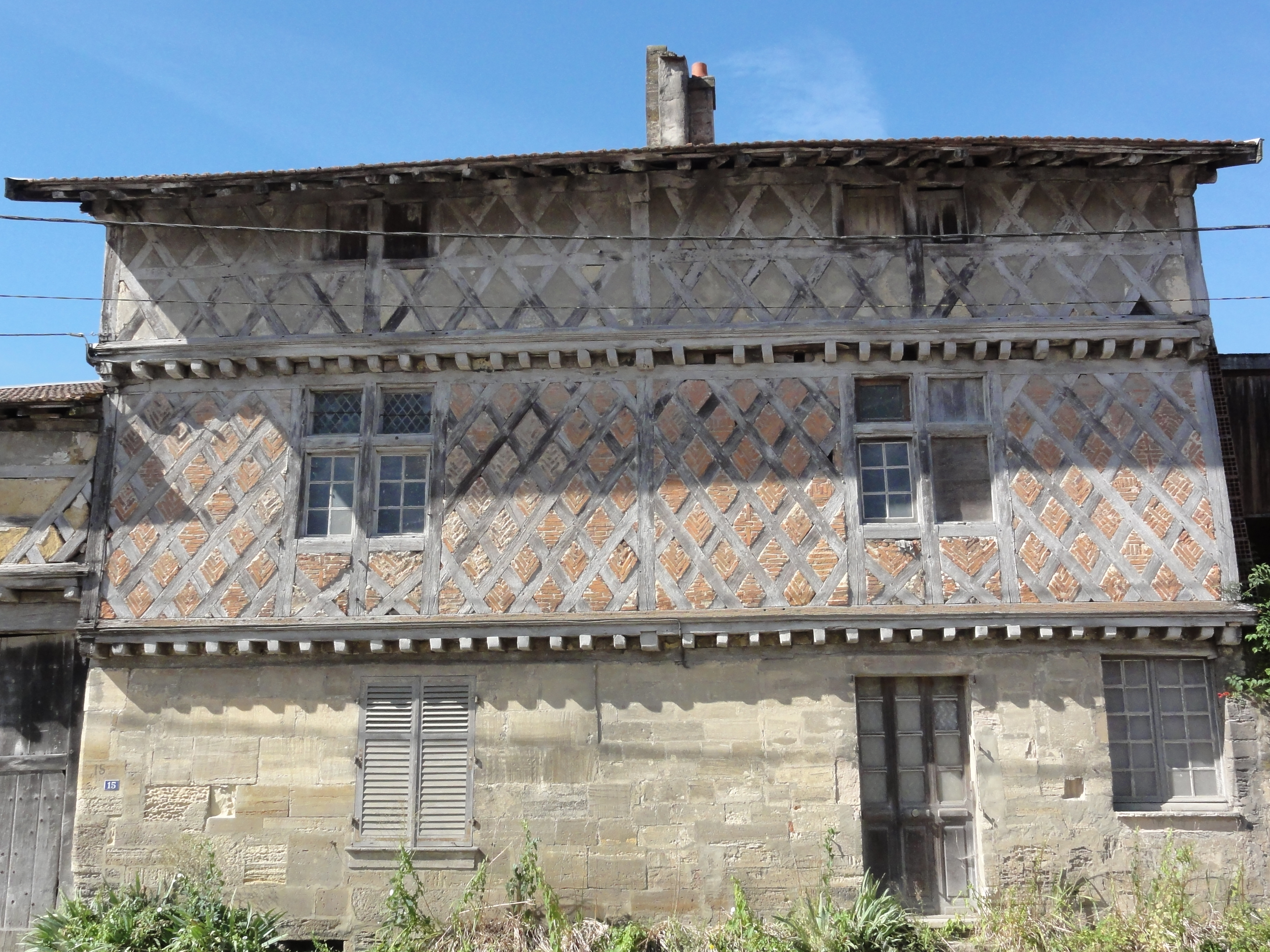
Maison à pans de bois.

### Héraldique
| Blason de Mognéville | Blason  | Coupé : au 1er d'azur à deux rinceaux d'or courbés et passés en sautoir accostés de deux besants d'argent, au 2e d'or à une libellule de gueules. |
| Blason de Mognéville | Détails | Création R.A. Louis avec les conseils de la Commission Héraldique de l'UCGL. Adopté par la commune en novembre 2011.                              |